# Unleashed Memories
| Recensione        | Giudizio |
| ----------------- | -------- |
| AllMusic          |          |
| Rock Hard tedesco |          |

Unleashed Memories è il secondo album in studio del gruppo musicale italiano Lacuna Coil, pubblicato il 20 marzo 2001 dalla Century Media Records.
Il disco è stato ristampato nel 2011 in edizione "enhanced" con l'aggiunta della bonus track Lost Lullaby. La stessa versione è uscita nel 2013 come edizione limitata in doppio CD contenente l'esibizione Wacken Open Air tenutasi nel 2007.

## Tracce
Testi di Cristina Scabbia, musiche di Marco Coti Zelati, eccetto dove indicato.
1. Heir of a Dying Day – 4:59
2. To Live Is to Hide – 4:34 (testo: Cristina Scabbia, Andrea Ferro)
3. Purify – 4:36 (musica: Marco Coti Zelati, Cristiano Migliore, Marco Biazzi)
4. Senzafine – 3:53 (testo: Cristina Scabbia, Andrea Ferro)
5. When a Dead Man Walks – 5:54
6. 1.19 – 4:58
7. Cold Heritage – 5:23
8. Distant Sun – 5:29
9. A Current Obsession – 5:20
10. Wave of Anguish – 4:40 (testo: Andrea Ferro – musica: Marco Coti Zelati, Cristiano Migliore)

Tracce bonus della versione con l'EP Halflife
1. Halflife – 5:01 (Lacuna Coil)
2. Trance Awake – 2:00
3. Senzafine – 3:55 (testo: Cristina Scabbia, Andrea Ferro)
4. Hyperfast – 4:57 (testo: Cristina Scabbia, Andrea Ferro – musica: Marco Biazzi)
5. Stars – 4:37 – originariamente interpretata dai Dubstar

Contenuto bonus nell'edizione limitata
- CD 1

1. Lost Lullaby – 5:05

- CD 2 – Live at Wacken 2007

1. Intro – 1:30
2. To the Edge – 3:29
3. Fragments of Faith – 4:49
4. Swamped – 4:27
5. Closer – 3:06
6. Senzafine – 4:44
7. Enjoy the Silence – 4:32 – originariamente interpretata dai Depeche Mode
8. Heaven's a Lie – 5:08
9. Our Truth – 5:09

## Formazione
- Cristina Scabbia – voce
- Andrea Ferro – voce
- Marco Coti Zelati – basso
- Marco Emanuele Biazzi – chitarra
- Cristiano Migliore – chitarra
- Cristiano Mozzati – batteria

## Classifiche
| Classifica (2005) | Posizione massima |
| ----------------- | ----------------- |
| Germania          | 72                |